# Jules Rimet
Jules Rimet (14. listopada 1873. – 16. listopada 1956.) je bio predsjednik Francuskog nogometnog saveza od 1919. do 1945.; te predsjednik FIFA-e od 1921. do 1954. godine. Zasada, Rimet je najduži FIFA-in predsjednik, s mandatom od 33 godine.
Rimet je rođen u Theuleyu u Francuskoj.
Na inicijativu Julesa Rimeta, prvo Svjetsko nogometno prvenstvo je održano 1930. godine. Originalni trofej SP-a je nazvan po njegovom imenu. Rimet je također osnovao jednog od najstarijih francuskih nogometnih klubova, Red Star Saint-Ouen.
Preminuo je u gradu Suresnesu u Francuskoj, 1956. godine. 2004. godine, postumno je nagrađen FIFA nagradom za zasluge.

## Vanjske poveznice
- Jules Rimet na Find a Grave.com